# Råsunda IS
Råsunda IS, bildad 1912, är en idrottsförening i Råsunda i Solna. Klubben utövar bland annat fotboll och innebandy. Säsongen 1947 spelade föreningen i Sveriges högsta division i bandy, där de spelade en säsong. I fotboll spelade klubben i Sveriges näst högsta division säsongerna 1964, 1965, 1968, 1969 och 1971. Numera spelar de i div 2 efter att på kort tid avancerat från div 5.
Råsunda IS har även spelat två säsonger i Sveriges högsta division i innebandy för herrar (2003/2004 och 2005/2006). Säsongen 2005/2006 hette dock innebandylaget Caperio Råsunda IS. Inför Elitserien 2006/2007 flyttades laget till Täby kommun och fick då namnet Caperio/Täby FC. Övriga sektioner finns dock kvar i Råsunda.
Säsongen 2010/2011 Valde Råsunda IS att återigen starta upp ett Herrlag inom Innebandyn, detta laget består till största del av före detta Råsundaspelare och spelare från sämst DIV1-spel. Laget har den gångna säsongen flugit igenom matcherna och har ett poängsnitt på 3.00 som betyder att man är obesegrade. Man har även så här långt (2011/03/01) det överlägset bästa +/- statistik med över 150 mål plus
Råsunda IS IB Herrlag